# رستم آقایف
رستم آقایف (به ترکی آذربایجانی: Rüstəm Ağayev؛ زادهٔ ۱ مهٔ ۱۹۸۲) کشتی‌گیر پیشین اهل جمهوری آذربایجان در دستهٔ سنگین‌وزن کشتی آزاد است. او نمایندهٔ تیم ملی کشتی آزاد جمهوری آذربایجان در المپیک ۲۰۰۴ آتن بود که به مقام پنجم رسید.